# Visió estereoscòpica
La visió estereoscòpica és la que integra dues imatges que, per mitjà del cervell l'ésser humà és capaç de convertir en una de sola, i crear una imatge tridimensional. Es produeix quan cada ull acomoda el cristal·lí per enfocar correctament un objecte i així ambdós eixos òptics convergeixen sobre l'objecte que es mira. Per aquest procés s'utilitza la visió binocular i l'estereoscòpia.
Aquesta habilitat es desenvolupa durant la infància; al cervell li costa un temps aprendre a fusionar els estímuls del món en 3D. Es considera que fins als 12 anys no s'obté la visió estereoscòpica per complet.

### Visió estereoscòpica directa
La visió estereoscòpica directa és una habilitat fisicopsicològica de l'ésser humà; permet veure imatges tridimensionals amb una visió binocular. A la retina de cada ull es forma una imatge d'un objecte, les dues imatges són lleugerament diferents per la diferent posició dels ulls, i formen un efecte de relleu. La separació entre els dos òrgans receptius, és a dir, els ulls, és aproximadament de 65 mm i es diu distància interpupil·lar.
Amb una sola imatge l'ésser humà no és capaç de percebre el relleu o la profunditat, ja que tots els punts de la imatge es projecten en un mateix pla. Per percebre la profunditat s'han de donar aquestes condicions:
- Cada ull ha d'observar una imatge i entre elles són lleugerament diferents.
- La imatge s'ha de presentar de tal manera que el que veu un ull i l'altre es talli en algun punt.
- La convergència dels ulls no ha d'excedir el límit de la convergència natural, que és aproximadament de 20 graus.[1]

### Visió estereoscòpica indirecta
La visió estereoscòpica indirecta es pot substituir de manera artificial usant elements òptics auxiliars; aleshores es crea l'anomenada visió estereoscòpica indirecta. Utilitzant un element òptic d'observació es pot presentar de manera aïllada una imatge en cada ull. El sistema fisicopsicològic fusiona el contingut de les dues imatges i crea un model tridimensional. L'element òptic més utilitzat és l'estereoscopi, que permet que cada ull observi una imatge diferent. Els estereoscopis més utilitzats són:
- Estereoscopis de lents
- Estereoscopi de miralls
- Estereoscopis de miralls i prismes[1]

## Disfuncions de la visió estereoscòpica
Hi ha persones que no aconsegueixen desenvolupar la visió estereoscòpica a causa d'un problema del cervell o d'alineació dels ulls. A aquest fenomen se'l coneix com a "ceguesa estèreo" o "visió plana". Es calcula que el pateixen entre el 4% i el 10% de la població. Aquestes persones no capten la profunditat, el relleu i la tridimensionalitat. Alguns dels principals problemes associats a la falta de visió estereoscòpica són la dificultat per conduir i realitzar esports amb estímuls visuals constants (futbol, rugbi, bicicleta...).